# Jaroslav Mužík
Jaroslav Mužík (* 27. srpna 1946) je bývalý slovenský fotbalový záložník. Žije ve zvolenské městské části Môťová.

## Fotbalová kariéra
V československé lize hrál za LIAZ Jablonec. Gól v lize nedal. Do Jablonce přišel ze Zvolena a po skončení ligové kariéry se na Slovensko vrátil.

## Ligová bilance
| Ročník                                   | Zápasy | Góly | Minuty | Klub          |
| ---------------------------------------- | ------ | ---- | ------ | ------------- |
| 1. československá fotbalová liga 1974/75 | 14     | 0    | 1120   | LIAZ Jablonec |
| CELKEM                                   | 14     | 0    | 1120   |               |